# Tomás Guardia Gutiérrez
Tomás Miguel Guardia Gutiérrez (ur. 16 grudnia 1831, zm. 6 lipca 1882) – kostarykański generał i polityk, dyktator i prezydent Kostaryki od 10 sierpnia 1870 do 8 maja 1876 i od 11 września 1877 do 6 lipca 1882, zwierzchnik armii i wiceprezydent od 1876 do 1877.
Objął władzę po dokonaniu przez siebie w 1870 zamachu stanu. Finanse napływające z przemysłu kawowego i podatków zainwestował w rozmaite projekty państwowe. Jednocześnie pomniejszył rolę arystokracji w rządzeniu. W 1869 wprowadził poprawkę do konstytucji, która zobowiązywała dzieci obu płci do nauki w darmowych szkołach. W czasie jego rządów zdepenalizowano kontakty homoseksualne. 